# محطة حمل أساسي

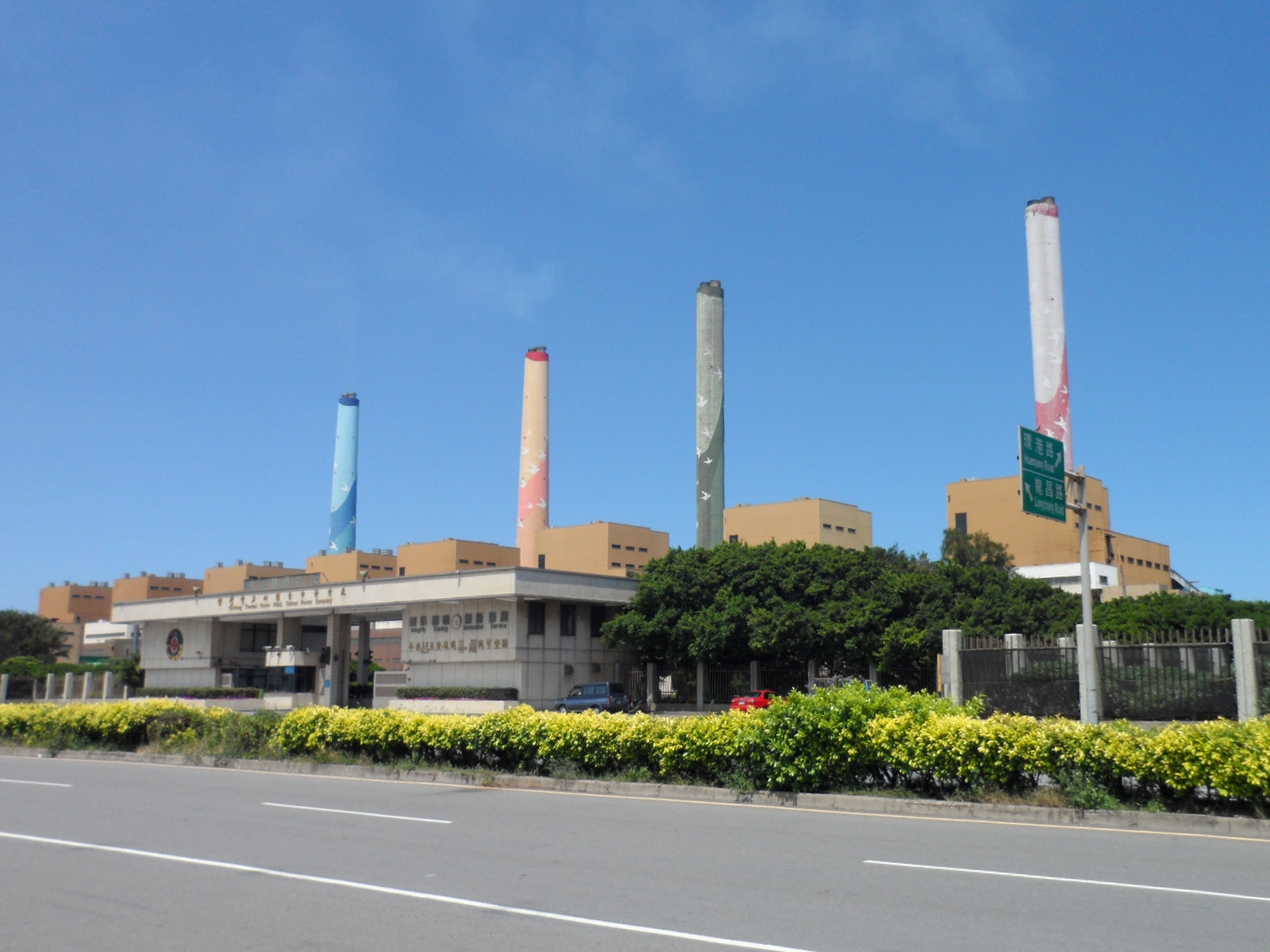

محطات طاقة الحمل الأساسي هي تلك التي تولد تيارا ثابتا من الطاقة بغض النظر عن الطلب على الشبكة. تعمل هذه المحطات على مدار الساعة إلا في حالة تصليحات أو صيانة مجدولة.
تعين المحطات لتوفر الحمل الأساسي بناءً على اعتبارات مثل تكلفة تشغيلها المنخفضة، وكفائتها، وأمانها. لا تغير محطات الحمل الأساسي إنتاجها لتناسب الطلب على الطاقة، وذلك لأنها الأرخص تشغيلا مقارنة بمحطات الدورات المزدوجة. عادة ما تكون هذه المحطات كبيرة بدرجة توفرأغلب الطاقة المستخدمة على الشبكة، مما يجعلها بطيئة في البدء والإيقاف وقد تحتاج ساعات طوال وحتى أياماً حتى تصل إلى الظروف التشغيلية المناسبة لتوليد الطاقة. لذا، فإنها تكون أكثر كفاءة عندما تشتغل بصفة مستمرة لتغطي الحمل الأساسي المطلوب على الشبكة.
تخصص لكل محطة حمل أساسي قدرا محددا من الحمل الأساسي تغطيه. تتحدد طاقة الحمل الأساسي بمنحنى فترات الحمل للنظام. القاعدة العامة لنظام طاقة نمطي هي أن تتراواح طاقة الحمل الأساسي بين 35 و40% من أقصى حمل خلال العام. أما التفاوتات، وفترات الحمل القصوى في الطلب على الطاقة، فتلاقيها محطات طاقة أصغر وأكثر قدرة على الرد السريع مثل المحطات الغازية والتي تعمل على زيت الوقود وتحتاج هذه الوحدات ما يقارب 30 دقيقة فقط لتغذية العمل.